# Мозер, Вилли
Вилли Мозер (нем. Willi Moser; 17 марта 1894, Ванген-ан-дер-Аре, Берн — 18 ноября 1963, Биль, Берн) — швейцарский легкоатлет, выступавший в барьерном беге и метании копья. Участник летних Олимпийских игр 1920 и 1924 годов.

## Биография
Вилли Мозер родился 17 марта 1894 года в швейцарской коммуне Ванген-ан-дер-Аре.
Выступал в легкоатлетических соревнованиях за «Биль».
В 1920 году вошёл в состав сборной Швейцарии на летних Олимпийских играх в Антверпене. В беге на 110 метров с барьерами занял в забеге 1/8 финала последнее, 4-е место, показав результат 17,5 секунды и уступив 2,1 секунды попавшему в четвертьфинал со 2-го места Томми Томсону из Канады.
В 1924 году вошёл в состав сборной Швейцарии на летних Олимпийских играх в Париже. В беге на 110 метров с барьерами занял в забеге 1/8 финала 2-е место, в четвертьфинале — последнее, 5-е место с результатом 16,1, уступив 0,7 секунды попавшему в полуфинал со 2-го места Карлу Андерсону из США. В метании копья занял в квалификации 25-е место с результатом 46,80 метра, уступив 9,35 метра худшим из попавших в финал Юрьо Экквисту из Финляндии и Эрику Бломквисту из Швеции.
Умер 18 ноября 1963 года в швейцарском городе Биль.

## Личные рекорды
- Бег на 110 метров с барьерами — 16,1 (1924)[1]
- Метание копья — 49,57 (1925)[1]